# Crocodylus novaeguineae
El cocodrilo de Nueva Guinea (Crocodylus novaeguineae) es una especie de cocodrilo de pequeño tamaño que habita solo en la isla de Nueva Guinea. Durante un tiempo fue considerado una subespecie del cocodrilo filipino.

## Descripción
Esta especie llega a medir entre 3,5 (los machos) y 2,7 m (las hembras). Su aspecto es similar al cocodrilo de Johnston y al Crocodylus siamensis. Su color es gris pardo, con manchas oscuras en la cola.

## Hábitat
De hábitos nocturnos, frecuenta los humedales y lagos del interior de la isla; existen dos poblaciones separadas por montañas. Ambas evitan los territorios ocupados por su competidor, el cocodrilo marino.
- Datos: Q504839
- Multimedia: Crocodylus novaeguineae / Q504839
- Especies: Crocodylus novaeguineae